# Randolph Churchill
Lord Randolph Henry Spencer Churchill (13. února 1849 – 24. ledna 1895) byl britský politik a otec britského premiéra Winstona Churchilla.

## Životopis
Pocházel z významného šlechtického rodu Spencerů, byl třetím synem Johna Winstona Spencera-Churchilla, 7. vévody z Marlborough (1822–1883) a jeho ženy Frances Anne Emily Vane-Tempestové (1822–1899), dcery 3. markýze z Londonderry. Narodil se na hlavním rodovém sídle, zámku Blenheim Palace (Oxfordshire), který dnes patří mezi památky UNESCO. Jako mladší syn vévody užíval od dětství titul lorda (bez práva členství ve Sněmovně lordů). Formálně mu náleželo příjmeni Spencer-Churchill, ale obecně byl znám zkráceně jako lord Randolph Churchill.
Lord Randolph se seznámil 12. srpna 1873 na večírku pořádaném na lodi během regaty Cowes u pobřeží ostrova Wight s Jennií Jeromovou. Jennie byla dvacetiletá dcera Leonarda Jeroma, spoluvlastníka deníku New York Times a spekulanta, jenž přišel k velkému jmění sázkami v koňských dostizích. Lord Randolph a Jennie Jeromová se o tři dny později zasnoubili.
Svatba, která se uskutečnila 15. dubna 1874 na neutrální půdě britské ambasády v Paříži, nebyla žádnou velkou společenskou událostí. Byli oddáni za přítomnosti několika málo svědků, k nimž patřili rodiče nevěsty, ale žádný vévoda či vévodkyně. Rod Marlborough zastupoval starší bratr lorda Randolpha, George, markýz z Blandfordu, pozdější 8. vévoda z Marlborough.

## Politická kariéra
V únoru 1874 byl lord Randolph těsně zvolen poslancem Dolní sněmovny za volební obvod Woodstock, který byl tradičním mandátem v rodině Spencer-Churchillů. h, avšak v roce 1884, když byly zrušeny "rodinné" volební obvody, o ně přišel. Lord Randolph brzy poté dojednal změnu volebního obvodu a setrval v parlamentu.
V roce 1885 se stal ministrem pro Indii a v roce 1886 ministrem financí, avšak byl ve skutečnosti v parlamentu rušivou postavou. Britský předseda vlády, markýz Salisbury, charakterizoval lorda Randolpha jako nestabilního, nezralého a divokého. U ostatních ministrů rovněž velmi neoblíben. Jeho první rozpočet zahrnoval snížení výdajů na zbrojení. První lord admirality a ministr války, kteří měli zájem investovat do vojenské výzbroje, jej sabotovali. Lord Randolph napsal lordovi Salisburymu a podal rezignaci s tvrzením, že tak učinil, aby se vyhnul třenicím a hádkám ve vládě. To celé byla ale pustá lež.[zdroj⁠?!] Byl si jistý, že ho ministerský předseda požádá, aby ve vládě zůstal, ale mýlil se.[zdroj⁠?!] Lord Salisbury v tom viděl příležitost, jak se lorda Randopha zbavit, a využil jí. Poté, co lord Randolph tak zničil svou kariéru, již nikdy do politiky nevstoupil.